# ماركو سيموفيتش
ماركو سيموفيتش مواليد 19 فبراير 1987 في ستنيي، الجبل الأسود، هو لاعب كرة يد مونتينيغري يلعب كظهير أيمن. يلعب حاليا مع بوليتخنيكا تيميشوارا ويحمل الرقم 77. مثل منتخب الجبل الأسود لكرة اليد.

## سجل المنافسة
شارك في البطولات التالية:
- بطولة أوروبا لكرة اليد للرجال 2014